# Alpama
Un alpama (in inglese huarizo) è un incrocio tra un maschio di lama e un femmina di alpaca. Gli alpama sono generalmente sterili, ma recenti ricerche genetiche condotte presso l'Università del Minnesota Rochester dimostrano che potrebbe essere possibile preservare la fertilità con una minima modificazione genetica. La maggior parte di questi animali che si trovano negli Stati Uniti ora è fertile.

## Descrizione
Un alpama è un animale con aspetto e dimensioni simili a quelle del lama ma con la lana molto lunga come quella dell'alpaca.